# Teorema de Cochran
En estadística, el teorema de Cochran, creado por William G. Cochran, es un teorema utilizado para justificar los resultados relacionados con las distribuciones de probabilidad de estadísticas que se utilizan en el análisis de varianza.

## Teorema
Sean {\displaystyle U_{1},U_{2},\dots ,U_{n}} variables aleatorias normales independientes e idénticamente distribuidas y que existen matrices semipositivas definidas {\displaystyle B^{(1)},B^{(2)},\dots ,B^{(k)}} con
{\displaystyle \sum _{i=1}^{K}B^{(i)}=I_{N}}
y supóngase que {\displaystyle r_{1}+r_{2}+\cdots +r_{k}=N} donde {\displaystyle r_{i}} es el rango de {\displaystyle B^{(i)}}, si escribimos
{\displaystyle Q_{i}=\sum _{j=1}^{N}\sum _{\varphi =1}^{N}U_{j}B_{j,\varphi }^{(i)}U_{\varphi }}
entonces {\displaystyle Q_{i}} es una forma cuadrática entonces el teorema de Cochran enuncia que las {\displaystyle Q_{i}'s} con {\displaystyle i=1,2,\dots ,N} son independientes y cada {\displaystyle Q_{i}} tiene una distribución Chi-Cuadrada con {\displaystyle r_{i}} grados de libertad, esto es, {\displaystyle Q_{i}\sim \chi _{r_{i}}^{2}}. 

### En regresión lineal
Sean {\displaystyle Y\sim N_{n}(0,\sigma ^{2}I_{n})} un vector aleatorio con distribución normal multivariada, donde {\displaystyle I_{n}} denota la matriz identidad de tamaño {\displaystyle n\times n}, y {\displaystyle A_{1},A_{2},\dots ,A_{k}} matrices simétricas de tamaño {\displaystyle n\times n} con
{\displaystyle \sum _{i=1}^{k}A_{i}=I_{n}}
entonces una de las siguientes condiciones implica las siguientes dos:
{\displaystyle \sum _{i=1}^{k}\operatorname {Rank} (A_{i})=n}
{\displaystyle Y^{T}A_{i}Y\sim \sigma ^{2}\chi _{\operatorname {Rank} (A_{i})}^{2}}
{\displaystyle Y^{T}A_{i}Y} es independiente de {\displaystyle Y^{T}A_{j}Y} para {\displaystyle i\neq j}.

#### Estimación de la varianza
Para estimar la varianza {\displaystyle \sigma ^{2}}, un estimador usado es el estimador por máxima verosimilitud de la varianza de una distribución normal
{\displaystyle {\widehat {\sigma }}^{2}={\frac {1}{n}}\sum _{i=1}^{n}\left(X_{i}-{\bar {X}}\right)^{2}}
el teorema de Cochran demuestra que
{\displaystyle {\frac {n{\widehat {\sigma }}^{2}}{\sigma ^{2}}}\sim \chi _{n-1}^{2}}
y por las propiedades de la distribución Chi-Cuadrada se tiene que
{\displaystyle {\begin{aligned}\operatorname {E} \left[{\frac {n{\widehat {\sigma }}^{2}}{\sigma ^{2}}}\right]&=\operatorname {E} [\chi _{n-1}^{2}]\\{\frac {n}{\sigma ^{2}}}\operatorname {E} \left[{\widehat {\sigma }}^{2}\right]&=n-1\\\operatorname {E} \left[{\widehat {\sigma }}^{2}\right]&={\frac {\sigma ^{2}(n-1)}{n}}\end{aligned}}}